# Liste der Spiele um die Copa Interamericana
Die Liste enthält die Spiele um die Copa Interamericana seit ihrer ersten Austragung im Jahre 1969 mit statistischen Details.

## Copa Interamericana 1969
Die erste Ausspielung des Wettbewerbs fand im Februar 1969 zwischen dem Sieger der Copa Libertadores 1968 Estudiantes de La Plata (Argentinien) und dem Sieger des CONCACAF Champions’ Cups 1968 Deportivo Toluca (Mexiko) statt.

### Hinspiel
| Deportivo Toluca                                          | Deportivo Toluca | Estudiantes de La Plata | Estudiantes de La Plata |
| --------------------------------------------------------- | --- | --- | ----------------------- |
| Deportivo Toluca                                          | \| 13. Februar 1969 in Toluca (Estadio Luis Gutiérrez Dosal) \| \| Ergebnis: 1:2 (1:2) \| \| Zuschauer: ? \| \| Schiedsrichter: C. Ruggero ( El Salvador) \|                                               | \| 13. Februar 1969 in Toluca (Estadio Luis Gutiérrez Dosal) \| \| Ergebnis: 1:2 (1:2) \| \| Zuschauer: ? \| \| Schiedsrichter: C. Ruggero ( El Salvador) \|                                              | Estudiantes de La Plata |
| Deportivo Toluca                                          | Florentino López – José Vantolrá, A. Solís, V. Rodrigues Oreco, Jorge Arévalo, Tomás Reynoso, Juan Dosal, Felipe Ruvalcaba, Albino Morales, Francisco Linares, Vicente Pereda Cheftrainer: Ignacio Trelles | Alberto Poletti – Manera, Aguirre Suárez, Raúl Madero, Oscar Malbernat, Carlos Bilardo, Carlos Pachamé, Eduardo Flores, Felipe Ribaudo, Marcos Conigliaro, Juan Ramón Verón Cheftrainer: Osvaldo Zubeldía | Estudiantes de La Plata |
| Deportivo Toluca                                          | 1:1 Francisco Linares (21.) | 0:1 Marcos Conigliaro (1.) 1:2 Carlos Bilardo (31.) | Estudiantes de La Plata |
| 13. Februar 1969 in Toluca (Estadio Luis Gutiérrez Dosal) | | |                         |
| Ergebnis: 1:2 (1:2)                                       | | |                         |
| Zuschauer: ?                                              | | |                         |
| Schiedsrichter: C. Ruggero ( El Salvador)                 | | |                         |

### Rückspiel
| Estudiantes de La Plata                                   | Estudiantes de La Plata | Deportivo Toluca | Deportivo Toluca |
| --------------------------------------------------------- | --- | --- | ---------------- |
| Estudiantes de La Plata                                   | \| 19. Februar 1969 in La Plata (Estadio Jorge Luis Hirschi) \| \| Ergebnis: 1:2 (1:1) \| \| Zuschauer: ? \| \| Schiedsrichter: D.Larrosa ( Paraguay) \|                                                  | \| 19. Februar 1969 in La Plata (Estadio Jorge Luis Hirschi) \| \| Ergebnis: 1:2 (1:1) \| \| Zuschauer: ? \| \| Schiedsrichter: D.Larrosa ( Paraguay) \|                                                     | Deportivo Toluca |
| Estudiantes de La Plata                                   | Alberto Poletti – Manera, Aguirre Suárez, Raúl Madero, Oscar Malbernat, Carlos Bilardo, Carlos Pachamé, Eduardo Flores, Felipe Ribaudo, Marcos Conigliaro, Juan Ramón Verón Cheftrainer: Osvaldo Zubeldía | Florentino López – José Vantolrá, A. Solís, V. Rodrigues Oreco, Jorge Arévalo, Tomás Reynoso, Jesús Romero Reyes, Albino Morales, Juan Dosal, Francisco Linares, Vicente Pereda Cheftrainer: Ignacio Trelles | Deportivo Toluca |
| Estudiantes de La Plata                                   | 1:0 Juan Ramón Verón (17.) | 1:1 Francisco Linares (33.) 1:2 Albino Morales (77.) | Deportivo Toluca |
| 19. Februar 1969 in La Plata (Estadio Jorge Luis Hirschi) | | |                  |
| Ergebnis: 1:2 (1:1)                                       | | |                  |
| Zuschauer: ?                                              | | |                  |
| Schiedsrichter: D.Larrosa ( Paraguay)                     | | |                  |

### Entscheidungsspiel
| Estudiantes de La Plata                             | Estudiantes de La Plata | Deportivo Toluca | Deportivo Toluca |
| --------------------------------------------------- | --- | --- | ---------------- |
| Estudiantes de La Plata                             | \| 21. Februar 1969 in Montevideo (Estadio Centenario) \| \| Ergebnis: 3:0 (2:0) \| \| Zuschauer: ? \| \| Schiedsrichter: C.Tejada ( Peru) \|                                                                            | \| 21. Februar 1969 in Montevideo (Estadio Centenario) \| \| Ergebnis: 3:0 (2:0) \| \| Zuschauer: ? \| \| Schiedsrichter: C.Tejada ( Peru) \|                                                                | Deportivo Toluca |
| Estudiantes de La Plata                             | Alberto Poletti, Manera, Aguirre Suárez, Raúl Madero, Oscar Malbernat, Carlos Bilardo, Carlos Pachamé, Eduardo Flores, Felipe Ribaudo (?. Etchecopar), Marcos Conigliaro, Juan Ramón Verón Cheftrainer: Osvaldo Zubeldía | Florentino López – José Vantolrá, A. Solís, V. Rodrigues Oreco, Jorge Arévalo, Tomás Reynoso, Jesús Romero Reyes, Albino Morales, Juan Dosal, Francisco Linares, Vicente Pereda Cheftrainer: Ignacio Trelles | Deportivo Toluca |
| Estudiantes de La Plata                             | 1:0 Eduardo Flores (8.) 2:0 Marcos Conigliaro (44.) 3:0 Marcos Conigliaro (79.) | | Deportivo Toluca |
| Estudiantes de La Plata                             | Platzverweis: Carlos Pachamé (62.) | Platzverweis: J.Romero Reyes (62.) | Deportivo Toluca |
| 21. Februar 1969 in Montevideo (Estadio Centenario) | | |                  |
| Ergebnis: 3:0 (2:0)                                 | | |                  |
| Zuschauer: ?                                        | | |                  |
| Schiedsrichter: C.Tejada ( Peru)                    | | |                  |

## Copa Interamericana 1972
Die zweite Ausspielung des Wettbewerbs fand im Juli und November 1972 zwischen dem Sieger der Copa Libertadores 1971 Nacional Montevideo (Uruguay) und dem Sieger des CONCACAF Champions’ Cups 1971 CD Cruz Azul (Mexiko) statt.

### Hinspiel
| CD Cruz Azul                                        | CD Cruz Azul | Nacional Montevideo | Nacional Montevideo |
| --------------------------------------------------- | --- | --- | ------------------- |
| CD Cruz Azul                                        | \| 15. Juli 1972 in Mexiko-Stadt (Aztekenstadion) \| \| Ergebnis: 1:1 (1:1) \| \| Zuschauer: ? \| \| Schiedsrichter: Marco Antonio Regalado ( Guatemala) \| | \| 15. Juli 1972 in Mexiko-Stadt (Aztekenstadion) \| \| Ergebnis: 1:1 (1:1) \| \| Zuschauer: ? \| \| Schiedsrichter: Marco Antonio Regalado ( Guatemala) \|                                    | Nacional Montevideo |
| CD Cruz Azul                                        | Miguel Marín – Marco Antonio Rodríguez, Javier Guzmán, Alberto Quintano, Javier Sánchez Galindo, Juan Manuel Alejándrez (?. Jesús Prado), Cesáreo Victorino Ramírez, Héctor Pulido, Fernando Bustos, Octavio Muciño, Horacio López Salgado Cheftrainer: Raúl Cárdenas | Manga – Ángel Brunell, Juan Carlos Masnik (? Gerolani), Luis Ubiña, Julio Montero Castillo, Canepa, Luis Cubilla, Walter Mantegazza, Aba, Juan Carlos Mamelli, Víctor Espárrago Cheftrainer: ? | Nacional Montevideo |
| CD Cruz Azul                                        | 1:0 Héctor Pulido (1.) | 1:1 Juan Carlos Mamelli (29.) | Nacional Montevideo |
| CD Cruz Azul                                        | Víctor Espárrago (85.) | | Nacional Montevideo |
| 15. Juli 1972 in Mexiko-Stadt (Aztekenstadion)      | | |                     |
| Ergebnis: 1:1 (1:1)                                 | | |                     |
| Zuschauer: ?                                        | | |                     |
| Schiedsrichter: Marco Antonio Regalado ( Guatemala) | | |                     |

### Rückspiel
| Nacional Montevideo                                 | Nacional Montevideo | CD Cruz Azul | CD Cruz Azul |
| --------------------------------------------------- | --- | --- | ------------ |
| Nacional Montevideo                                 | \| 7. November 1972 in Montevideo (Estadio Centenario) \| \| Ergebnis: 2:1 (2:1) \| \| Zuschauer: ? \| \| Schiedsrichter: Mario Camom ( Chile) \|                                     | \| 7. November 1972 in Montevideo (Estadio Centenario) \| \| Ergebnis: 2:1 (2:1) \| \| Zuschauer: ? \| \| Schiedsrichter: Mario Camom ( Chile) \|                                                                                                 | CD Cruz Azul |
| Nacional Montevideo                                 | Manga – Luis Ubiña, Ángel Brunell, Juan Carlos Masnik, Juan Carlos Blanco, Ildo Maneiro, Walter Mantegazza, Suárez, Braulio Castro, Juan Carlos Mamelli, Julio Morales Cheftrainer: ? | Miguel Marín – Marco Antonio Rodríguez, Javier Guzmán, Alberto Quintano, Javier Sánchez Galindo, Héctor Pulido, Juan Manuel Alejándrez, Cesáreo Victorino Ramírez, Fernando Bustos, Horacio López Salgado, Eladio Vera Cheftrainer: Raúl Cárdenas | CD Cruz Azul |
| Nacional Montevideo                                 | 1:1 Juan Carlos Mamelli (35.) 2:1 Braulio Castro (39.) | 0:1 Fernando Bustos (22.) | CD Cruz Azul |
| 7. November 1972 in Montevideo (Estadio Centenario) | | |              |
| Ergebnis: 2:1 (2:1)                                 | | |              |
| Zuschauer: ?                                        | | |              |
| Schiedsrichter: Mario Camom ( Chile)                | | |              |

## Copa Interamericana 1973
Die dritte Ausspielung des Wettbewerbs fand im Juni 1973 zwischen dem Sieger der Copa Libertadores 1972 CA Independiente aus Avellaneda (Argentinien) und dem Sieger des CONCACAF Champions’ Cups 1972 CD Olimpia aus Tegucigalpa (Honduras) statt.

### Hinspiel
| CD Olimpia                                                  | CD Olimpia | CA Independiente | CA Independiente |
| ----------------------------------------------------------- | --- | --- | ---------------- |
| CD Olimpia                                                  | \| 17. Juni 1973 in San Pedro Sula (Estadio Francisco Morazán) \| \| Ergebnis: 1:2 (0:1) \| \| Zuschauer: ? \| \| Schiedsrichter: J.R.Mirón ( Guatemala) \| | \| 17. Juni 1973 in San Pedro Sula (Estadio Francisco Morazán) \| \| Ergebnis: 1:2 (0:1) \| \| Zuschauer: ? \| \| Schiedsrichter: J.R.Mirón ( Guatemala) \|                                                                            | CA Independiente |
| CD Olimpia                                                  | ? Cheftrainer: ? | Miguel Santoro – Eduardo Antonio Commisso, Miguel Ángel López, Francisco Sá, Ricardo Pavoni, Rubén Galván, Miguel Ángel Raimondo, Alejandro Semenewicz, Agustín Balbuena, Giachello (? Eduardo Maglioni), Mario Mendoza Cheftrainer: ? | CA Independiente |
| CD Olimpia                                                  | 1:2 Bran (75.) | 0:1 Alejandro Semenewicz (30.) 0:2 Maglioni (55.) | CA Independiente |
| 17. Juni 1973 in San Pedro Sula (Estadio Francisco Morazán) | | |                  |
| Ergebnis: 1:2 (0:1)                                         | | |                  |
| Zuschauer: ?                                                | | |                  |
| Schiedsrichter: J.R.Mirón ( Guatemala)                      | | |                  |

### Rückspiel
| CA Independiente                                | CA Independiente | CD Olimpia | CD Olimpia |
| ----------------------------------------------- | --- | --- | ---------- |
| CA Independiente                                | \| 20. Juni 1973 in Tegucigalpa (Estadio Nacional) \| \| Ergebnis: 2:0 (1:0) \| \| Zuschauer: ? \| \| Schiedsrichter: ? \|                                                                                               | \| 20. Juni 1973 in Tegucigalpa (Estadio Nacional) \| \| Ergebnis: 2:0 (1:0) \| \| Zuschauer: ? \| \| Schiedsrichter: ? \| | CD Olimpia |
| CA Independiente                                | Miguel Santoro – Eduardo Antonio Commisso, Miguel Ángel López, Francisco Sá, Ricardo Pavoni, Rubén Galván, Miguel Ángel Raimondo, Alejandro Semenewicz, Agustín Balbuena, Eduardo Maglioni, Mario Mendoza Cheftrainer: ? | ? Cheftrainer: ? | CD Olimpia |
| CA Independiente                                | 1:0 Maglioni (1.) 2:0 Agustín Balbuena (85.) | | CD Olimpia |
| 20. Juni 1973 in Tegucigalpa (Estadio Nacional) | | |            |
| Ergebnis: 2:0 (1:0)                             | | |            |
| Zuschauer: ?                                    | | |            |
| Schiedsrichter: ?                               | | |            |

## Copa Interamericana 1974
Die vierte Ausspielung des Wettbewerbs fand im November 1974 zwischen dem Sieger der Copa Libertadores 1974 CA Independiente aus Avellaneda (Argentinien) und dem Sieger des CONCACAF Champions’ Cups 1974 CSD Municipal (Guatemala) statt.

### Hinspiel
| CSD Municipal                                                         | CSD Municipal | CA Independiente | CA Independiente |
| --------------------------------------------------------------------- | --- | --- | ---------------- |
| CSD Municipal                                                         | \| 24. November 1974 in Guatemala-Stadt (Estadio Doroteo Guamuch Flores) \| \| Ergebnis: 0:1 (0:1) \| \| Zuschauer: ? \| \| Schiedsrichter: G.Velázquez ( Kolumbien) \|                               | \| 24. November 1974 in Guatemala-Stadt (Estadio Doroteo Guamuch Flores) \| \| Ergebnis: 0:1 (0:1) \| \| Zuschauer: ? \| \| Schiedsrichter: G.Velázquez ( Kolumbien) \|                                                                    | CA Independiente |
| CSD Municipal                                                         | Fernández – López Oliva, C. Monterroso, Lijón, Melgar (Girón), Pérez, Benjamin Monterroso, Benítez, José Emilio Mitrovich (Carías), Cobián, Julio César Anderson Cheftrainer: Rubén Amorín ( Uruguay) | Carlos Gay – Eduardo Antonio Commisso, Francisco Sá, Miguel Ángel López, Ricardo Pavoni, Rubén Galván (?. Alejandro Semenewicz), Miguel Ángel Raimondo, Hugo Saggioratto, Agustín Balbuena, Ricardo Bochini, Daniel Bertoni Cheftrainer: ? | CA Independiente |
| CSD Municipal                                                         | 0:1 Ricardo Bochini (15.) | | CA Independiente |
| 24. November 1974 in Guatemala-Stadt (Estadio Doroteo Guamuch Flores) | | |                  |
| Ergebnis: 0:1 (0:1)                                                   | | |                  |
| Zuschauer: ?                                                          | | |                  |
| Schiedsrichter: G.Velázquez ( Kolumbien)                              | | |                  |

### Rückspiel
| CA Independiente                                                      | CA Independiente | CSD Municipal | CSD Municipal |
| --------------------------------------------------------------------- | --- | --- | ------------- |
| CA Independiente                                                      | \| 26. November 1974 in Guatemala-Stadt (Estadio Doroteo Guamuch Flores) \| \| Ergebnis: 0:1 n. V., 4:2 i. E. \| \| Zuschauer: ? \| \| Schiedsrichter: M. Canesa ( Kolumbien) \|                                                            | \| 26. November 1974 in Guatemala-Stadt (Estadio Doroteo Guamuch Flores) \| \| Ergebnis: 0:1 n. V., 4:2 i. E. \| \| Zuschauer: ? \| \| Schiedsrichter: M. Canesa ( Kolumbien) \|                  | CSD Municipal |
| CA Independiente                                                      | Carlos Gay – Eduardo Antonio Commisso, Francisco Sá, Miguel Ángel López, Ricardo Pavoni, Rubén Galván, Miguel Ángel Raimondo, Hugo Saggioratto (78. Luis Alberto Giribet), Agustín Balbuena, Ricardo Bochini, Daniel Bertoni Cheftrainer: ? | Fernández – López Oliva, C. Monterroso, Lijón, Melgar, Pérez, Benjamin Monterroso, Benítez, José Emilio Mitrovich, Carías (62. Cobián), Julio César Anderson Cheftrainer: Rubén Amorín ( Uruguay) | CSD Municipal |
| CA Independiente                                                      | 0:1 José Emilio Mitrovich (50.) | | CSD Municipal |
| CA Independiente                                                      | Elfmeterschießen | | CSD Municipal |
| CA Independiente                                                      | 1:1 Ricardo Pavoni 2:1 Luis Alberto Giribet 3:1 Ricardo Bochini 4:2 Daniel Bertoni | 0:1 Cobián Julio César Anderson ? Monterroso 3:2 José Emilio Mitrovich | CSD Municipal |
| 26. November 1974 in Guatemala-Stadt (Estadio Doroteo Guamuch Flores) | | |               |
| Ergebnis: 0:1 n. V., 4:2 i. E.                                        | | |               |
| Zuschauer: ?                                                          | | |               |
| Schiedsrichter: M. Canesa ( Kolumbien)                                | | |               |

## Copa Interamericana 1976
Die fünfte Ausspielung des Wettbewerbs fand im August 1976 zwischen dem Sieger der Copa Libertadores 1975 CA Independiente aus Avellaneda (Argentinien) und dem Sieger des CONCACAF Champions’ Cups 1975 Atletico Español aus Mexiko-Stadt (Mexiko) statt.

### Hinspiel
| Atletico Español (Club Necaxa)                | Atletico Español (Club Necaxa) | CA Independiente | CA Independiente |
| --------------------------------------------- | --- | --- | ---------------- |
| Atletico Español (Club Necaxa)                | \| 26. August 1976 in Caracas (Estadio Olímpico) \| \| Ergebnis: 2:2 (1:1) \| \| Zuschauer: ? \| \| Schiedsrichter: Mario Fiorenza \|                                                               | \| 26. August 1976 in Caracas (Estadio Olímpico) \| \| Ergebnis: 2:2 (1:1) \| \| Zuschauer: ? \| \| Schiedsrichter: Mario Fiorenza \|                                                                             | CA Independiente |
| Atletico Español (Club Necaxa)                | Riverán – Cortéz, Jorge Arturo Candía, Ignacio Ramírez, Jaime García, Martínez, Juan Carlos Rodríguez Vega, Benito Pardo, Rivas, Leonel Urbina, Juan Manuel Borbolla Cheftrainer: José Antonio Roca | Quiroga – Soria, Villaverde, Enzo Trossero, Ricardo Pavoni, Alejandro Estanislao Semenewicz, Rubén Galván, Ricardo Bochini, Arroyo, Daniel Astegiano (7. Percy Rojas), Daniel Bertoni Cheftrainer: José Pastoriza | CA Independiente |
| Atletico Español (Club Necaxa)                | 1:0 Ramirez (44.) 2:1 Borbolla (75.) | 1:1 Ricardo Bochini (45.) 2:2 Villaverde (80.) | CA Independiente |
| 26. August 1976 in Caracas (Estadio Olímpico) | | |                  |
| Ergebnis: 2:2 (1:1)                           | | |                  |
| Zuschauer: ?                                  | | |                  |
| Schiedsrichter: Mario Fiorenza                | | |                  |

### Rückspiel
| CA Independiente                                | CA Independiente | Atletico Español (Club Necaxa) | Atletico Español (Club Necaxa) |
| ----------------------------------------------- | --- | --- | ------------------------------ |
| CA Independiente                                | \| 29. November 1976 in Caracas (Estadio Olímpico) \| \| Ergebnis: 0:0, 4:2 i. E. \| \| Zuschauer: ? \| \| Schiedsrichter: V.Llobregat ( Venezuela) \|                                         | \| 29. November 1976 in Caracas (Estadio Olímpico) \| \| Ergebnis: 0:0, 4:2 i. E. \| \| Zuschauer: ? \| \| Schiedsrichter: V.Llobregat ( Venezuela) \|                                                                         | Atletico Español (Club Necaxa) |
| CA Independiente                                | Carlos Gay – Soria, Villaverde, Enzo Trossero, Ricardo Pavoni, Alejandro Estanislao Semenewicz, Rubén Galván, Ricardo Bochini, Arroyo, Percy Rojas, Daniel Bertoni Cheftrainer: José Pastoriza | Moisés Camacho – Jorge Arturo Candía, Juan Álvarez, Juan Carlos Rodríguez Vega, Ignacio Ramírez, Leonel Urbina, Saúl Rivero, Benito Pardo, Raúl Isiordia, Oswaldo Ramírez, Juan Manuel Borbolla Cheftrainer: José Antonio Roca | Atletico Español (Club Necaxa) |
| CA Independiente                                | Elfmeterschießen | | Atletico Español (Club Necaxa) |
| CA Independiente                                | 1:0 Ricardo Pavoni 2:1 Daniel Bertoni 3:1 Soria 4:2 Arroyo | 1:1 Oswaldo Ramírez Jorge Rodríguez Vega Saúl Rivero 3:2 Juan Borbolla | Atletico Español (Club Necaxa) |
| 29. November 1976 in Caracas (Estadio Olímpico) | | |                                |
| Ergebnis: 0:0, 4:2 i. E.                        | | |                                |
| Zuschauer: ?                                    | | |                                |
| Schiedsrichter: V.Llobregat ( Venezuela)        | | |                                |

## Copa Interamericana 1978
Die sechste Ausspielung des Wettbewerbs fand im März und April 1978 zwischen dem Sieger der Copa Libertadores 1977 CA Boca Juniors aus Buenos Aires (Argentinien) und dem Sieger des CONCACAF Champions’ Cups 1977 Club América aus Mexiko-Stadt (Mexiko) statt.

### Hinspiel
| Boca Juniors                                 | Boca Juniors | Club América | Club América |
| -------------------------------------------- | --- | --- | ------------ |
| Boca Juniors                                 | \| 28. März 1978 in Buenos Aires (La Bombonera) \| \| Ergebnis: 3:0 (1:0) \| \| Zuschauer: ? \| \| Schiedsrichter: Ramón Barreto ( Uruguay) \|                                                                        | \| 28. März 1978 in Buenos Aires (La Bombonera) \| \| Ergebnis: 3:0 (1:0) \| \| Zuschauer: ? \| \| Schiedsrichter: Ramón Barreto ( Uruguay) \| | Club América |
| Boca Juniors                                 | Hugo Gatti – Francisco Sá, Bordón, Vicente Pernía, Rubén Suñé, Roberto Mouzo, Ernesto Mastrángelo, Jorge Ribolzi, Saldaño (?. Carlos Veglio), Mario Zanabria, Carlos Horacio Salinas Cheftrainer: Juan Carlos Lorenzo | Francisco Castrejón – René Trujillo, Javier Sánchez Galindo, Peña, Jesús Martínez Díez, Antonio de la Torre Villalpando, Cesáreo Victorino Ramírez, Hugo Enrique Kiesse, Cristóbal Ortega, Ítalo Estupiñán, Agustín Manzo (?. Luiz da Costa) Cheftrainer: Raúl Cárdenas | Club América |
| Boca Juniors                                 | 1:0 Carlos Horacio Salinas (42.) 2:0 Carlos Horacio Salinas (53.) 3:0 Ernesto Mastrángelo (55.) | | Club América |
| 28. März 1978 in Buenos Aires (La Bombonera) | | |              |
| Ergebnis: 3:0 (1:0)                          | | |              |
| Zuschauer: ?                                 | | |              |
| Schiedsrichter: Ramón Barreto ( Uruguay)     | | |              |

### Rückspiel
| Club América                                    | Club América | Boca Juniors | Boca Juniors |
| ----------------------------------------------- | --- | --- | ------------ |
| Club América                                    | \| 12. April 1978 in Mexiko-Stadt (Aztekenstadion) \| \| Ergebnis: 1:0 (0:0) \| \| Zuschauer: ? \| \| Schiedsrichter: Luis Siles ( Costa Rica) \| | \| 12. April 1978 in Mexiko-Stadt (Aztekenstadion) \| \| Ergebnis: 1:0 (0:0) \| \| Zuschauer: ? \| \| Schiedsrichter: Luis Siles ( Costa Rica) \|                                                               | Boca Juniors |
| Club América                                    | Francisco Castrejón – René Trujillo, Javier Sánchez Galindo, Eduardo Rergis, Jesús Martínez Díez, Antonio de la Torre Villalpando, Javier García (?. Agustín Manzo), Hugo Enrique Kiesse, Carlos Reinoso (?. Ítalo Estupiñán), Luiz da Costa Cheftrainer: Raúl Cárdenas | Hugo Gatti – Vicente Pernía, Francisco Sá, Roberto Mouzo, Bordón, Rubén Suñé, Jorge Ribolzi, Mario Zanabria, Daniel Pavón, Ernesto Enrique Mastrángelo, Carlos Horacio Salinas Cheftrainer: Juan Carlos Lorenzo | Boca Juniors |
| Club América                                    | 1:0 Hugo Enrique Kiesse (75.) | | Boca Juniors |
| 12. April 1978 in Mexiko-Stadt (Aztekenstadion) | | |              |
| Ergebnis: 1:0 (0:0)                             | | |              |
| Zuschauer: ?                                    | | |              |
| Schiedsrichter: Luis Siles ( Costa Rica)        | | |              |

### Entscheidungsspiel
| Club América                                    | Club América | Boca Juniors | Boca Juniors |
| ----------------------------------------------- | --- | --- | ------------ |
| Club América                                    | \| 14. April 1978 in Mexiko-Stadt (Aztekenstadion) \| \| Ergebnis: 2:1 n. V. (1:1, 1:1) \| \| Zuschauer: ? \| \| Schiedsrichter: Gino D'Hipólito ( USA) \| | \| 14. April 1978 in Mexiko-Stadt (Aztekenstadion) \| \| Ergebnis: 2:1 n. V. (1:1, 1:1) \| \| Zuschauer: ? \| \| Schiedsrichter: Gino D'Hipólito ( USA) \|                                                                                      | Boca Juniors |
| Club América                                    | Francisco Castrejón – René Trujillo, Javier Sánchez Galindo, Eduardo Rergis, Jesús Martínez Díez, Antonio de la Torre Villalpando, Javier García, Hugo Enrique Kiesse, Carlos Reinoso José de Jesús Aceves (?. Ítalo Estupiñán), Luiz da Costa (?. Alfredo Tena) Cheftrainer: Raúl Cárdenas | Hugo Gatti – Vicente Pernía, Francisco Sá, Roberto Mouzo, Bordón, Rubén Suñé, Jorge Ribolzi, Mario Zanabria (?. Carlos Squeo), Daniel Pavón (?. Salguero), Ernesto Enrique Mastrángelo, Carlos Horacio Salinas Cheftrainer: Juan Carlos Lorenzo | Boca Juniors |
| Club América                                    | 1:1 José de Jesús Aceves (35.) 2:1 Carlos Reinoso (119.) | 0:1 Daniel Pavón (5.) | Boca Juniors |
| Club América                                    | Eduardo Rergis (58.) | Carlos Salinas (43.) | Boca Juniors |
| 14. April 1978 in Mexiko-Stadt (Aztekenstadion) | | |              |
| Ergebnis: 2:1 n. V. (1:1, 1:1)                  | | |              |
| Zuschauer: ?                                    | | |              |
| Schiedsrichter: Gino D'Hipólito ( USA)          | | |              |

## Copa Interamericana 1980
Die siebente Ausspielung des Wettbewerbs fand im Februar und März 1980 zwischen dem Sieger der Copa Libertadores 1979 Club Olimpia aus Asunción (Paraguay) und dem Sieger des CONCACAF Champions’ Cups 1979 CD FAS aus Santa Ana (El Salvador) statt.

### Hinspiel
| CD FAS                                               | CD FAS | Club Olimpia | Club Olimpia |
| ---------------------------------------------------- | --- | --- | ------------ |
| CD FAS                                               | \| 16. Februar 1980 in San Salvador (Estadio Cuscatlán) \| \| Ergebnis: 3:3 (0:2) \| \| Zuschauer: 30.000 \| \| Schiedsrichter: ? \| | \| 16. Februar 1980 in San Salvador (Estadio Cuscatlán) \| \| Ergebnis: 3:3 (0:2) \| \| Zuschauer: 30.000 \| \| Schiedsrichter: ? \| | Club Olimpia |
| CD FAS                                               | ? Cheftrainer: Juan Francisco Barraza                                                                                                | ? Cheftrainer: Luis Cubilla ( Uruguay)                                                                                               | Club Olimpia |
| CD FAS                                               | 1:2 Roberto Raúl Casadei (58.) 2:3 Amado Abraham (69., Elfm.) 3:3 Roberto Raúl Casadei (72.)                                         | 0:1 Alicio Solalinde (5.) 0:2 Evaristo Isasi (28.) 1:3 Evaristo Isasi (60.)                                                          | Club Olimpia |
| 16. Februar 1980 in San Salvador (Estadio Cuscatlán) | | |              |
| Ergebnis: 3:3 (0:2)                                  | | |              |
| Zuschauer: 30.000                                    | | |              |
| Schiedsrichter: ?                                    | | |              |

### Rückspiel
| Club Olimpia                                             | Club Olimpia | Club Deportivo FAS | Club Deportivo FAS |
| -------------------------------------------------------- | --- | --- | ------------------ |
| Club Olimpia                                             | \| 16. März 1980 in Asunción (Estadio Defensores del Chaco) \| \| Ergebnis: 5:0 (2:0) \| \| Zuschauer: ? \| \| Schiedsrichter: ? \|                          | \| 16. März 1980 in Asunción (Estadio Defensores del Chaco) \| \| Ergebnis: 5:0 (2:0) \| \| Zuschauer: ? \| \| Schiedsrichter: ? \| | Club Deportivo FAS |
| Club Olimpia                                             | ? Cheftrainer: Luis Cubilla ( Uruguay) | ? Cheftrainer: Juan Francisco Barraza                                                                                               | Club Deportivo FAS |
| Club Olimpia                                             | 1:0 Oswaldo Aquino (12.) 2:0 Miguel María Michelagnoli (43.) 3:0 Miguel María Michelagnoli (58.) 4:0 Eduardo Ortiz (60.) 5:0 Miguel María Michelagnoli (81.) | | Club Deportivo FAS |
| 16. März 1980 in Asunción (Estadio Defensores del Chaco) | | |                    |
| Ergebnis: 5:0 (2:0)                                      | | |                    |
| Zuschauer: ?                                             | | |                    |
| Schiedsrichter: ?                                        | | |                    |

## Copa Interamericana 1981
Die achte Ausspielung des Wettbewerbs fand im März, April und Mai 1981 zwischen dem Sieger der Copa Libertadores 1980 Nacional Montevideo (Uruguay) und dem Sieger des CONCACAF Champions’ Cups 1980 UNAM Pumas aus Mexiko-Stadt (Mexiko) statt.

### Hinspiel
| UNAM Pumas                                                     | UNAM Pumas | Nacional Montevideo | Nacional Montevideo |
| -------------------------------------------------------------- | --- | --- | ------------------- |
| UNAM Pumas                                                     | \| 25. März 1981 in Mexiko-Stadt (Estadio Olímpico Universitario) \| \| Ergebnis: 3:1 (1:0) \| \| Zuschauer: 30.000 \| \| Schiedsrichter: Rómulo Méndez ( Guatemala) \|                                                                                | \| 25. März 1981 in Mexiko-Stadt (Estadio Olímpico Universitario) \| \| Ergebnis: 3:1 (1:0) \| \| Zuschauer: 30.000 \| \| Schiedsrichter: Rómulo Méndez ( Guatemala) \|                                                                                              | Nacional Montevideo |
| UNAM Pumas                                                     | Jorge Humberto Espinoza – Rafael Amador Flores, Jorge Paolino, Gustavo Vargas, Pablo Luna, José Luis López Mejía, Enrique López Zarza, Manuel Manzo, Ricardo Ferretti, Hugo Sánchez, Manuel Negrete Arias Cheftrainer: Bora Milutinović ( Jugoslawien) | Rodolfo Rodríguez – José Moreira, Daniel Enríquez, Juan Carlos Blanco, Washington González, Denís Milar (71. Wilmar Cabrera), Víctor Espárrago, Arsenio Luzardo, (72. José Rosauro Cabrera), Dardo Pérez, Waldemar Victorino, Julio Morales Cheftrainer: Juan Mujica | Nacional Montevideo |
| UNAM Pumas                                                     | 1:0 Hugo Sánchez (5.) 2:1 Ricardo Ferretti (60.) 3:1 Hugo Sánchez (85.) | 1:1 Víctor Espárrago (57.) | Nacional Montevideo |
| UNAM Pumas                                                     | Washington González (87.) | | Nacional Montevideo |
| 25. März 1981 in Mexiko-Stadt (Estadio Olímpico Universitario) | | |                     |
| Ergebnis: 3:1 (1:0)                                            | | |                     |
| Zuschauer: 30.000                                              | | |                     |
| Schiedsrichter: Rómulo Méndez ( Guatemala)                     | | |                     |

### Rückspiel
| Nacional Montevideo                              | Nacional Montevideo | UNAM Pumas | UNAM Pumas |
| ------------------------------------------------ | --- | --- | ---------- |
| Nacional Montevideo                              | \| 8. April 1981 in Montevideo (Estadio Centenario) \| \| Ergebnis: 3:1 (0:0) \| \| Zuschauer: 40.000 \| \| Schiedsrichter: José Roberto Wright ( Brasilien) \|                                                                                             | \| 8. April 1981 in Montevideo (Estadio Centenario) \| \| Ergebnis: 3:1 (0:0) \| \| Zuschauer: 40.000 \| \| Schiedsrichter: José Roberto Wright ( Brasilien) \| | UNAM Pumas |
| Nacional Montevideo                              | Rodolfo Rodríguez – Juan Carlos Blanco, José Moreira, Daniel Enríquez, Héctor Molina, Denís Milar, Víctor Espárrago, Arsenio Luzardo, (55. José Rosauro Cabrera), Dardo Pérez (55. Wilmar Cabrera), Rogelio Ramírez, Julio Morales Cheftrainer: Juan Mujica | Jorge Humberto Espinoza – Rafael Amador Flores, Jorge Paolino, Gustavo Vargas, Pablo Luna, Enrique López Zarza (87. Mauricio Peña), José Luis López Mejía, Manuel Negrete Arias, Ricardo Ferretti, Manuel Manzo, Hugo Sánchez, Cheftrainer: Bora Milutinović ( Jugoslawien) | UNAM Pumas |
| Nacional Montevideo                              | 1:0 Wilmar Cabrera (70.) 2:0 José Rosauro Cabrera (77.) 3:0 Wilmar Cabrera (81.) | 3:1 Gustavo Vargas (87.) | UNAM Pumas |
| 8. April 1981 in Montevideo (Estadio Centenario) | | |            |
| Ergebnis: 3:1 (0:0)                              | | |            |
| Zuschauer: 40.000                                | | |            |
| Schiedsrichter: José Roberto Wright ( Brasilien) | | |            |

### Entscheidungsspiel
| UNAM Pumas                                       | UNAM Pumas | Nacional Montevideo | Nacional Montevideo |
| ------------------------------------------------ | --- | --- | ------------------- |
| UNAM Pumas                                       | \| 13. Mai 1981 in Los Angeles (Memorial Coliseum) \| \| Ergebnis: 2:1 (0:0) \| \| Zuschauer: 15.000 \| \| Schiedsrichter: José Roberto Wright ( Brasilien) \|                                                                                         | \| 13. Mai 1981 in Los Angeles (Memorial Coliseum) \| \| Ergebnis: 2:1 (0:0) \| \| Zuschauer: 15.000 \| \| Schiedsrichter: José Roberto Wright ( Brasilien) \|                                                                     | Nacional Montevideo |
| UNAM Pumas                                       | Jorge Humberto Espinoza – Rafael Amador Flores, Gustavo Vargas, Jorge Paolino, Pablo Luna, Enrique López Zarza, José Luis López Mejía, Manuel Manzo, Manuel Negrete Arias, Ricardo Ferretti, Hugo Sánchez Cheftrainer: Bora Milutinović ( Jugoslawien) | Rodolfo Rodríguez – José Moreira, Aguirre, Juan Carlos Blanco, Wilmar Cabrera, Víctor Espárrago, Arsenio Luzardo (84. Denís Milar), José Rosauro Cabrera, Alberto Bica, Eduardo De la Peña, Julio Morales Cheftrainer: Juan Mujica | Nacional Montevideo |
| UNAM Pumas                                       | 1:1 Ricardo Ferretti (69.) 2:1 Gustavo Vargas (89.) | 0:1 José Rosauro Cabrera (62.) | Nacional Montevideo |
| 13. Mai 1981 in Los Angeles (Memorial Coliseum)  | | |                     |
| Ergebnis: 2:1 (0:0)                              | | |                     |
| Zuschauer: 15.000                                | | |                     |
| Schiedsrichter: José Roberto Wright ( Brasilien) | | |                     |

## Copa Interamericana 1986
Die neunte Ausspielung des Wettbewerbs fand im Dezember 1986 zwischen dem Sieger der Copa Libertadores 1985 Argentinos Juniors aus Buenos Aires (Argentinien) und dem Sieger des CONCACAF Champions’ Cups 1985 dem Defence Force FC aus Port of Spain (Trinidad und Tobago) in nur einem Spiel statt.
Spielstatistik
| Argentinos Juniors                                           | Argentinos Juniors | Defence Force FC | Defence Force FC |
| ------------------------------------------------------------ | --- | --- | ---------------- |
| Argentinos Juniors                                           | \| 10. Dezember 1986 in Port of Spain (Hasely Crawford Stadium) \| \| Ergebnis: 1:0 (1:0) \| \| Zuschauer: 20.000 \| \| Schiedsrichter: Hubert Tromp ( Aruba) \|                                     | \| 10. Dezember 1986 in Port of Spain (Hasely Crawford Stadium) \| \| Ergebnis: 1:0 (1:0) \| \| Zuschauer: 20.000 \| \| Schiedsrichter: Hubert Tromp ( Aruba) \| | Defence Force FC |
| Argentinos Juniors                                           | Enrique Vidallé – Carmelo Villalba, José Pavoni, Jorge Olguín, Adrián Domenech, Mario Videla, Sergio Batista, Emilio Commisso, José Castro, Dely Valdez, Carlos Ereros Cheftrainer: Roberto Saporiti | ? Cheftrainer: ? | Defence Force FC |
| Argentinos Juniors                                           | 1:0 Dely Valdez (27.) | | Defence Force FC |
| 10. Dezember 1986 in Port of Spain (Hasely Crawford Stadium) | | |                  |
| Ergebnis: 1:0 (1:0)                                          | | |                  |
| Zuschauer: 20.000                                            | | |                  |
| Schiedsrichter: Hubert Tromp ( Aruba)                        | | |                  |

## Copa Interamericana 1987
Die zehnte Ausspielung des Wettbewerbs fand im Juli und August 1987 zwischen dem Sieger der Copa Libertadores 1986 CA River Plate aus Buenos Aires (Argentinien) und dem Sieger des CONCACAF Champions’ Cups 1986 LD Alajuelense aus Alajuela (Honduras) statt.

### Hinspiel
| LD Alajuelense                                            | LD Alajuelense | CA River Plate | CA River Plate |
| --------------------------------------------------------- | --- | --- | -------------- |
| LD Alajuelense                                            | \| 21. Juli 1987 in Alajuela (Estadio Alejandro Morera Soto) \| \| Ergebnis: 0:0 \| \| Zuschauer: ? \| \| Schiedsrichter: José Antonio Garza ( Mexiko) \|                                           | \| 21. Juli 1987 in Alajuela (Estadio Alejandro Morera Soto) \| \| Ergebnis: 0:0 \| \| Zuschauer: ? \| \| Schiedsrichter: José Antonio Garza ( Mexiko) \|                                                    | CA River Plate |
| LD Alajuelense                                            | Alejandro González Rojas – Hernán Sosa, Chávez, Vargas (35. Benavídez), Juan Cayasso Reid, Montero, Jorge Manuel Ulate, Rónald Mora, Arias, Álvaro Solano, Óscar Ramírez Cheftrainer: Josepf Bouska | Sergio Goycochea – Nelson Gutiérrez, Alejandro Montenegro, Jorge Borelli, Américo Gallego, Oscar Ruggeri, Claudio Caniggia, Néstor Gorosito, Juan Funes, Omar Palma, Raúl Alfaro Cheftrainer: Carlos Griguol | CA River Plate |
| 21. Juli 1987 in Alajuela (Estadio Alejandro Morera Soto) | | |                |
| Ergebnis: 0:0                                             | | |                |
| Zuschauer: ?                                              | | |                |
| Schiedsrichter: José Antonio Garza ( Mexiko)              | | |                |

### Rückspiel
| River Plate                                                                   | River Plate | LD Alajuelense | LD Alajuelense |
| ----------------------------------------------------------------------------- | --- | --- | -------------- |
| River Plate                                                                   | \| 16. August 1987 in Buenos Aires (Estadio Monumental Antonio Vespucio Liberti) \| \| Ergebnis: 3:0 (1:0) \| \| Zuschauer: ? \| \| Schiedsrichter: Juan Escobar ( Guatemala) \|                                             | \| 16. August 1987 in Buenos Aires (Estadio Monumental Antonio Vespucio Liberti) \| \| Ergebnis: 3:0 (1:0) \| \| Zuschauer: ? \| \| Schiedsrichter: Juan Escobar ( Guatemala) \|    | LD Alajuelense |
| River Plate                                                                   | Sergio Goycochea – Nelson Gutiérrez, Oscar Ruggeri, Rubén Gómez, Jorge Borelli, Américo Gallego, Ramón Centurión, Héctor Enrique, Juan Funes, Omar Palma, Jorge Villazán (66. Antonio Alzamendi) Cheftrainer: Carlos Griguol | Alejandro González Rojas – Hernán Sosa, Chávez, Vargas, Rónald Mora, Montero, Jorge Manuel Ulate, Óscar Ramírez, Arias, Álvaro Solano, Juan Cayasso Reid Cheftrainer: Josepf Bouska | LD Alajuelense |
| River Plate                                                                   | 1:0 Jorge Villazán (16.) 2:0 Juan Funes (60.) 3:0 Héctor Enrique (67.) | | LD Alajuelense |
| 16. August 1987 in Buenos Aires (Estadio Monumental Antonio Vespucio Liberti) | | |                |
| Ergebnis: 3:0 (1:0)                                                           | | |                |
| Zuschauer: ?                                                                  | | |                |
| Schiedsrichter: Juan Escobar ( Guatemala)                                     | | |                |

## Copa Interamericana 1989
Die elfte Ausspielung des Wettbewerbs fand im März 1989 zwischen dem Sieger der Copa Libertadores 1988 Nacional Montevideo (Uruguay) und dem Sieger des CONCACAF Champions’ Cups 1988 CD Olimpia aus Tegucigalpa (Honduras) statt.

### Hinspiel
| CD Olimpia                                                    | CD Olimpia | Nacional Montevideo | Nacional Montevideo |
| ------------------------------------------------------------- | --- | --- | ------------------- |
| CD Olimpia                                                    | \| 5. März 1989 in Tegucigalpa (Estadio Nacional de Tegucigalpa) \| \| Ergebnis: 1:1 (0:1) \| \| Zuschauer: 45.000 \| \| Schiedsrichter: Arturo Brizio Carter ( Mexiko) \|                                            | \| 5. März 1989 in Tegucigalpa (Estadio Nacional de Tegucigalpa) \| \| Ergebnis: 1:1 (0:1) \| \| Zuschauer: 45.000 \| \| Schiedsrichter: Arturo Brizio Carter ( Mexiko) \|                                             | Nacional Montevideo |
| CD Olimpia                                                    | Belarmino Rivera – Daniel Zapata, Ruiz, Calindo, Rudy Williams, Antonio Hernández, Juan Carlos Espinoza, Daniel Viera, Juan Flores, Juan Carlos Contreras, Ángel Flores Cheftrainer: Estanislao Malinowski ( Uruguay) | Jorge Seré – Tony César Gómez, Daniel Felipe Revelez, Hugo de León, Carlos Soca, Jorge Cardaccio, Santiago Ostolaza, William Castro, Noé, Daniel Fonseca, Jacinto Cabrera (31. Héctor Morán) Cheftrainer: Héctor Núñez | Nacional Montevideo |
| CD Olimpia                                                    | 1:1 Belarmino Rivera (66., Elfm.) | 0:1 Daniel Fonseca (17.) | Nacional Montevideo |
| 5. März 1989 in Tegucigalpa (Estadio Nacional de Tegucigalpa) | | |                     |
| Ergebnis: 1:1 (0:1)                                           | | |                     |
| Zuschauer: 45.000                                             | | |                     |
| Schiedsrichter: Arturo Brizio Carter ( Mexiko)                | | |                     |

### Rückspiel
| Nacional Montevideo                              | Nacional Montevideo | CD Olimpia | CD Olimpia |
| ------------------------------------------------ | --- | --- | ---------- |
| Nacional Montevideo                              | \| 29. März 1989 in Montevideo (Estadio Centenario) \| \| Ergebnis: 4:0 (2:0) \| \| Zuschauer: 38.000 \| \| Schiedsrichter: Abel Gnecco ( Argentinien) \|                                                                                 | \| 29. März 1989 in Montevideo (Estadio Centenario) \| \| Ergebnis: 4:0 (2:0) \| \| Zuschauer: 38.000 \| \| Schiedsrichter: Abel Gnecco ( Argentinien) \|                                                                                       | CD Olimpia |
| Nacional Montevideo                              | Jorge Seré – Tony César Gómez, Daniel Felipe Revelez, Hugo de León, José Pintos Saldanha (54. Carlos Soca), Jorge Cardaccio, Santiago Ostolaza, William Castro, Noé, Daniel Fonseca, Jacinto Cabrera (71. Peña) Cheftrainer: Héctor Núñez | Belarmino Rivera – Daniel Zapata, Ruiz, Calindo, Mesía, Antonio Hernández, Juan Carlos Espinoza, Tovar (65. Chacón), Juan Carlos Contreras (54. Javier Flores), Juan Flores, Eugenio Dolmo Flores Cheftrainer: Estanislao Malinowski ( Uruguay) | CD Olimpia |
| Nacional Montevideo                              | 1:0 Daniel Fonseca (17.) 2:0 Santiago Ostolaza (23.) 3:0 Noé (57.) 4:0 Noé (85.) | | CD Olimpia |
| 29. März 1989 in Montevideo (Estadio Centenario) | | |            |
| Ergebnis: 4:0 (2:0)                              | | |            |
| Zuschauer: 38.000                                | | |            |
| Schiedsrichter: Abel Gnecco ( Argentinien)       | | |            |

## Copa Interamericana 1990
Die zwölfte Ausspielung des Wettbewerbs fand im Juli und August 1990 zwischen dem Sieger der Copa Libertadores 1989 Atlético Nacional aus Medellín (Kolumbien) und dem Sieger des CONCACAF Champions’ Cups 1989 UNAM Pumas aus Mexiko-Stadt (Mexiko) statt.

### Hinspiel
| Atlético Nacional                                     | Atlético Nacional | UNAM Pumas | UNAM Pumas |
| ----------------------------------------------------- | --- | --- | ---------- |
| Atlético Nacional                                     | \| 25. Juli 1990 in Medellín (Estadio Atanasio Girardot) \| \| Ergebnis: 2:0 (0:0) \| \| Zuschauer: 26.300 \| \| Schiedsrichter: Jorge Orellana ( Ecuador) \|                                                                                                  | \| 25. Juli 1990 in Medellín (Estadio Atanasio Girardot) \| \| Ergebnis: 2:0 (0:0) \| \| Zuschauer: 26.300 \| \| Schiedsrichter: Jorge Orellana ( Ecuador) \|                                                                                        | UNAM Pumas |
| Atlético Nacional                                     | René Higuita – Luis Herrera, Luis Carlos Perea, Geovanis Cassiani, Gabriel Gómez, Alexis García, Felipe Pérez, Oscar Galeano, Luis Fajardo, Carlos Valderrama (?. John Carmona), Rubén Darío Hernández, (?. Faustino Asprilla) Cheftrainer: Hernán Darío Gómez | Sergio Bernal – Israel Castillo, Juan de Dios Ramírez Perales, Claudio Suárez, Roberto Medina, Miguel España, Manuel Negrete, Marcos Misdrahi, Luis García Postigo, David Patiño (?. Jorge Campos), Juan Carlos Vera Cheftrainer: Miguel Mejía Barón | UNAM Pumas |
| Atlético Nacional                                     | 1:0 Luis Fajardo (72.) 2:0 Oscar Galeano (75.) | | UNAM Pumas |
| 25. Juli 1990 in Medellín (Estadio Atanasio Girardot) | | |            |
| Ergebnis: 2:0 (0:0)                                   | | |            |
| Zuschauer: 26.300                                     | | |            |
| Schiedsrichter: Jorge Orellana ( Ecuador)             | | |            |

### Rückspiel
| UNAM Pumas                                                      | UNAM Pumas | Atlético Nacional | Atlético Nacional |
| --------------------------------------------------------------- | --- | --- | ----------------- |
| UNAM Pumas                                                      | \| 1. August 1990 in Mexiko-Stadt (Estadio Olímpico Universitario) \| \| Ergebnis: 1:4 (0:1) \| \| Zuschauer: 30.000 \| \| Schiedsrichter: Juan Pablo Escobar ( Guatemala) \|                                                                                                 | \| 1. August 1990 in Mexiko-Stadt (Estadio Olímpico Universitario) \| \| Ergebnis: 1:4 (0:1) \| \| Zuschauer: 30.000 \| \| Schiedsrichter: Juan Pablo Escobar ( Guatemala) \|                                                                                | Atlético Nacional |
| UNAM Pumas                                                      | Sergio Bernal – Israel Castillo (56. David Patiño), Abraham Nava, Juan de Dios Ramírez Perales, Claudio Suárez, Marcos Misdrahi (36. Alberto García Aspe), Miguel España, Manuel Negrete, Juan Carlos Vera, Jorge Campos, Luis García Postigo Cheftrainer: Miguel Mejía Barón | René Higuita – Luis Herrera, Luis Carlos Perea, Geovanis Cassiani, Gabriel Gómez, Gildardo Pérez, Felipe Pérez, Alexis García, Luis Fajardo (60. Gustavo Restrepo), Oscar Galeano, Rubén Darío Hernández, (64. Jaime Arango) Cheftrainer: Hernán Darío Gómez | Atlético Nacional |
| UNAM Pumas                                                      | 1:2 Manuel Negrete (68., Elfm.) | 0:1 Abraham Nava (28., Eigentor) 0:2 Gustavo Restrepo (67.) 1:3 Oscar Galeano (70.) 1:4 Jaime Arango (87.) | Atlético Nacional |
| 1. August 1990 in Mexiko-Stadt (Estadio Olímpico Universitario) | | |                   |
| Ergebnis: 1:4 (0:1)                                             | | |                   |
| Zuschauer: 30.000                                               | | |                   |
| Schiedsrichter: Juan Pablo Escobar ( Guatemala)                 | | |                   |

## Copa Interamericana 1991
Die 13. Ausspielung des Wettbewerbs fand im Oktober 1991 zwischen dem Sieger der Copa Libertadores 1990 Club Olimpia aus Asunción (Paraguay) und dem Sieger des CONCACAF Champions’ Cups 1990 Club América aus Mexiko-Stadt (Mexiko) statt.

### Hinspiel
| Club Olimpia                                          | Club Olimpia | Club América | Club América |
| ----------------------------------------------------- | --- | --- | ------------ |
| Club Olimpia                                          | \| 1. Oktober 1991 in Asunción (Estadio Manuel Ferreira) \| \| Ergebnis: 1:1 (1:1) \| \| Zuschauer: ? \| \| Schiedsrichter: ? \|                                                                                     | \| 1. Oktober 1991 in Asunción (Estadio Manuel Ferreira) \| \| Ergebnis: 1:1 (1:1) \| \| Zuschauer: ? \| \| Schiedsrichter: ? \| | Club América |
| Club Olimpia                                          | Battaglia – Virginio Cáceres, Mario Ramírez, Rogelio Delgado, Silvio Suárez – Fermin Balbuena, Jorge Guasch, Carlos Guirland, Gómez (Campos) – Torres (Franco), Gabriel González Cheftrainer: Aníbal Ruiz ( Uruguay) | Alejandro García – Juan Hernández, José Enrique Vaca, José Enrique Rodón, Cecilio de los Santos – Alejandro Domínguez, Jesús Eduardo Córdova, Gonzalo Farfán, Antônio Carlos Santos – Eduardo de los Santos (?. Arturo Cañas), Luis Roberto Alves Cheftrainer: Carlos Miloc ( Uruguay) | Club América |
| Club Olimpia                                          | 1:1 Gabriel González (30.) | 0:1 Eduardo de los Santos (9.) | Club América |
| 1. Oktober 1991 in Asunción (Estadio Manuel Ferreira) | | |              |
| Ergebnis: 1:1 (1:1)                                   | | |              |
| Zuschauer: ?                                          | | |              |
| Schiedsrichter: ?                                     | | |              |

### Rückspiel
| Club América                                      | Club América | Club Olimpia | Club Olimpia |
| ------------------------------------------------- | --- | --- | ------------ |
| Club América                                      | \| 12. Oktober 1991 in Mexiko-Stadt (Aztekenstadion) \| \| Ergebnis: 2:1 (2:1) \| \| Zuschauer: ? \| \| Schiedsrichter: Ronald Gutiérrez \| | \| 12. Oktober 1991 in Mexiko-Stadt (Aztekenstadion) \| \| Ergebnis: 2:1 (2:1) \| \| Zuschauer: ? \| \| Schiedsrichter: Ronald Gutiérrez \| | Club Olimpia |
| Club América                                      | Alejandro García – Juan Hernández, Alejandro Domínguez, José Enrique Rodón, Cecilio de los Santos – Gonzalo Farfán, Jesús Eduardo Córdova (26. José Enrique Vaca), Eduardo de los Santos, Antônio Carlos Santos – Antonio Teodoro dos Santos (64. Arturo Cañas), Luis Roberto Alves Cheftrainer: Carlos Miloc ( Uruguay) | Battaglia – Virginio Cáceres, Mario Ramírez, Rogelio Delgado, Silvio Suárez – Fermin Balbuena, Jorge Guasch, Jara Heyn, Carlos Guirland (55. César Castro) – Gabriel González, Cristóbal Cubilla (46. Julio César Romero) Cheftrainer: Aníbal Ruiz ( Uruguay) | Club Olimpia |
| Club América                                      | 1:0 Antonio Teodoro dos Santos (7.) 2:1 Antonio Teodoro dos Santos (41.) | 1:1 Gabriel González (20.) | Club Olimpia |
| Club América                                      | Cecilio de los Santos (55.) | Rogelio Delgado (55.) | Club Olimpia |
| 12. Oktober 1991 in Mexiko-Stadt (Aztekenstadion) | | |              |
| Ergebnis: 2:1 (2:1)                               | | |              |
| Zuschauer: ?                                      | | |              |
| Schiedsrichter: Ronald Gutiérrez                  | | |              |

## Copa Interamericana 1992
Die 14. Ausspielung des Wettbewerbs fand im September 1992 zwischen dem Sieger der Copa Libertadores 1991 CSD Colo-Colo aus Santiago de Chile und dem Sieger des CONCACAF Champions’ Cups 1991 Puebla FC (Mexiko) statt.

## Copa Interamericana 1994
Die 15. Ausspielung des Wettbewerbs fand im September und November 1994 zwischen dem Finalisten der Copa Libertadores 1993 CD Universidad Católica aus Santiago de Chile und dem Sieger des CONCACAF Champions’ Cups 1993 CD Saprissa aus Tibás (Costa Rica) statt.

### Hinspiel
| CD Saprissa                                                 | CD Saprissa | CD Universidad Católica | CD Universidad Católica |
| ----------------------------------------------------------- | --- | --- | ----------------------- |
| CD Saprissa                                                 | \| 15. September 1994 in Tibás (Estadio Ricardo Saprissa Aymá) \| \| Ergebnis: 3:1 (1:0) \| \| Zuschauer: 12.000 \| \| Schiedsrichter: Juan Pablo Escobar ( Guatemala) \|            | \| 15. September 1994 in Tibás (Estadio Ricardo Saprissa Aymá) \| \| Ergebnis: 3:1 (1:0) \| \| Zuschauer: 12.000 \| \| Schiedsrichter: Juan Pablo Escobar ( Guatemala) \|                                                       | CD Universidad Católica |
| CD Saprissa                                                 | Eric Lonnis – Quesada, Mayorga, Cordero, Salazar – Diaz, Ramirez (?. Moreira), Rolando Fonseca, Coronado (?. Javier Wanchope) – Myers, Wriget Cheftrainer: Carlos Linaris ( Uruguay) | Patricio Toledo – Raimundo Tupper, Sergio Vázquez, Lopez, Mario Lepe – Andrés Romero (?. Juvenal Olmos), Jorge Vázquez, Néstor Gorosito, Alberto Acosta – Luka Tudor (?. Rodrigo Barrera), Gomez Cheftrainer: Manuel Pellegrini | CD Universidad Católica |
| CD Saprissa                                                 | 1:0 Myers (20.) 2:0 Rolando Fonseca (64.) 3:1 Javier Wanchope (84.) | 2:1 Sergio Vázquez (71.) | CD Universidad Católica |
| 15. September 1994 in Tibás (Estadio Ricardo Saprissa Aymá) | | |                         |
| Ergebnis: 3:1 (1:0)                                         | | |                         |
| Zuschauer: 12.000                                           | | |                         |
| Schiedsrichter: Juan Pablo Escobar ( Guatemala)             | | |                         |

### Rückspiel
| CD Universidad Católica                                                 | CD Universidad Católica | CD Saprissa | CD Saprissa |
| ----------------------------------------------------------------------- | --- | --- | ----------- |
| CD Universidad Católica                                                 | \| 1. November 1994 in Santiago de Chile (Estadio San Carlos de Apoquindo) \| \| Ergebnis: 5:1 n. V. (2:1, 3:1) \| \| Zuschauer: 5.500 \| \| Schiedsrichter: Fernando Chappel ( Peru) \|                                                                    | \| 1. November 1994 in Santiago de Chile (Estadio San Carlos de Apoquindo) \| \| Ergebnis: 5:1 n. V. (2:1, 3:1) \| \| Zuschauer: 5.500 \| \| Schiedsrichter: Fernando Chappel ( Peru) \| | CD Saprissa |
| CD Universidad Católica                                                 | Patricio Toledo – Andrés Romero, Sergio Vázquez, Raimundo Tupper (?. Sebastián Rozental), Miguel Ardiman – Mario Lepe, Nelson Parraguez, Jorge Vázquez (?. Juvenal Olmos), Néstor Gorosito – Alberto Acosta, Rodrigo Barrera Cheftrainer: Manuel Pellegrini | Eric Lonnis – Salazar, Gonzáles, Mayorga, Quesada – Díaz, Javier Wanchope (?. Coronado), Rolando Fonseca, Ramírez (?. Rodriguez) – Wriget, Myers Cheftrainer: Carlos Linaris ( Uruguay)  | CD Saprissa |
| CD Universidad Católica                                                 | 1:0 Andrés Romero (28.) 2:0 Alberto Acosta (30.) 3:1 Juvenal Olmos (90.) 4:1 Miguel Ardiman (102.) 5:1 Rodrigo Barrera (111.) | 2:1 Javier Wanchope (35.) | CD Saprissa |
| 1. November 1994 in Santiago de Chile (Estadio San Carlos de Apoquindo) | | |             |
| Ergebnis: 5:1 n. V. (2:1, 3:1)                                          | | |             |
| Zuschauer: 5.500                                                        | | |             |
| Schiedsrichter: Fernando Chappel ( Peru)                                | | |             |

## Copa Interamericana 1996
Die 16. Ausspielung des Wettbewerbs fand im Februar 1996 zwischen dem Sieger der Copa Libertadores 1994 CA Vélez Sarsfield aus Buenos Aires (Argentinien) und dem Sieger des CONCACAF Champions’ Cups 1994 CS Cartaginés aus Cartago (Costa Rica) statt.

### Hinspiel
| CS Cartaginés                                                     | CS Cartaginés | CA Vélez Sársfield | CA Vélez Sársfield |
| ----------------------------------------------------------------- | --- | --- | ------------------ |
| CS Cartaginés                                                     | \| 16. Februar 1996 in Cartago (Estadio José Rafael Meza Ivankovich) \| \| Ergebnis: 0:0 \| \| Zuschauer: ? \| \| Schiedsrichter: Benito Archundia ( Mexiko) \|                                | \| 16. Februar 1996 in Cartago (Estadio José Rafael Meza Ivankovich) \| \| Ergebnis: 0:0 \| \| Zuschauer: ? \| \| Schiedsrichter: Benito Archundia ( Mexiko) \| | CA Vélez Sársfield |
| CS Cartaginés                                                     | Barrantes – Contreras, Peinado, Good, A. Gómez – Dos Santos, M. Sánchez (84. Aurelio), E. Rodríguez, Norman Gómez – Hidalgo (65. Grant), Quirós (71. Da Costa) Cheftrainer: Rolando Villalobos | José Luis Chilavert – Flavio Zandoná, Roberto Trotta, Mauricio Pellegrino, Raúl Cardozo – Marcelo Herrera, Marcelo Gómez, Guillermo Morigi, Patricio Camps (89. Carlos Compagnucci) – Fernando Pandolfi (87. Claudio Husaín), Turu Flores (75. Martín Posse) Cheftrainer: Carlos Bianchi | CA Vélez Sársfield |
| CS Cartaginés                                                     | Roberto Trotta (85.) | | CA Vélez Sársfield |
| 16. Februar 1996 in Cartago (Estadio José Rafael Meza Ivankovich) | | |                    |
| Ergebnis: 0:0                                                     | | |                    |
| Zuschauer: ?                                                      | | |                    |
| Schiedsrichter: Benito Archundia ( Mexiko)                        | | |                    |

### Rückspiel
| CA Vélez Sarsfield                                         | CA Vélez Sarsfield | CS Cartaginés | CS Cartaginés |
| ---------------------------------------------------------- | --- | --- | ------------- |
| CA Vélez Sarsfield                                         | \| 24. Februar 1996 in Buenos Aires (Estadio José Amalfitani) \| \| Ergebnis: 2:0 (1:0) \| \| Zuschauer: ? \| \| Schiedsrichter: Benito Archundia ( Mexiko) \| | \| 24. Februar 1996 in Buenos Aires (Estadio José Amalfitani) \| \| Ergebnis: 2:0 (1:0) \| \| Zuschauer: ? \| \| Schiedsrichter: Benito Archundia ( Mexiko) \|                        | CS Cartaginés |
| CA Vélez Sarsfield                                         | José Luis Chilavert – Sebastián Méndez, Flavio Zandoná, Carlos Compagnucci, Raúl Cardozo – Marcelo Herrera, Marcelo Gómez, Patricio Camps, Martín Posse (76. Guillermo Morigi) – Fernando Pandolfi (80. Carlos Daniel Cordone), Turu Flores (78. Claudio Husaín) Cheftrainer: Carlos Bianchi | Barrantes – Contreras, Peinado, Good, Hidalgo – Alexánder Madrigal, Dos Santos, A.Gómez, Beneth – M.Sánchez (78. Quirós), Da Costa (63. Norman Gómez) Cheftrainer: Rolando Villalobos | CS Cartaginés |
| CA Vélez Sarsfield                                         | 1:0 Turu Flores (3.) 2:0 Turu Flores (76.) | | CS Cartaginés |
| CA Vélez Sarsfield                                         | Daniel Cordone (82.) | Good (82.) | CS Cartaginés |
| 24. Februar 1996 in Buenos Aires (Estadio José Amalfitani) | | |               |
| Ergebnis: 2:0 (1:0)                                        | | |               |
| Zuschauer: ?                                               | | |               |
| Schiedsrichter: Benito Archundia ( Mexiko)                 | | |               |

## Copa Interamericana 1997
Die 17. Ausspielung des Wettbewerbs fand im April 1997 zwischen dem Finalisten der Copa Libertadores 1995 Atlético Nacional aus Medellín (Kolumbien) (anstelle von Gremio Porto Alegre) und dem Sieger des CONCACAF Champions’ Cups 1995 CD Saprissa aus San José (Costa Rica) statt.
Spielstatistik
| Atlético Nacional                                         | Atlético Nacional | CD Saprissa | CD Saprissa |
| --------------------------------------------------------- | --- | --- | ----------- |
| Atlético Nacional                                         | \| 3. April 1997 in San José (Estadio Ricardo Saprissa Aymá) \| \| Ergebnis: 3:2 (2:1) \| \| Zuschauer: 15.000 \| \| Schiedsrichter: Gilberto Alcalá ( Mexiko) \|                                                                                     | \| 3. April 1997 in San José (Estadio Ricardo Saprissa Aymá) \| \| Ergebnis: 3:2 (2:1) \| \| Zuschauer: 15.000 \| \| Schiedsrichter: Gilberto Alcalá ( Mexiko) \|                                                                                  | CD Saprissa |
| Atlético Nacional                                         | René Higuita – Santander Ospina, Luis Carlos Perea, Francisco Mosquera, Hernán Gaviria – Alexis García, Alex Comas (78. Juan Pablo Ángel), John Jaime Gómez (80. L. Muñoz), Iván Cordoba – Néidor Morantes, Dumar Rueda Cheftrainer: Norberto Peluffo | Eric Lonnis – Vladimir Quesada, Ronald González, José Torres, Jervis Drummon – Mauricio Wright, Douglas Sequeira, Marco Herrera (75. Javier Wanchope), Alejandro Sequeira – Gerald Drummond, Adrián Mahía Cheftrainer: Jorge Olguín ( Argentinien) | CD Saprissa |
| Atlético Nacional                                         | 1:0 Alex Comas (27.) 2:0 John Jaime Gómez (35.) 3:1 Hernán Gaviria (70.) | 2:1 Adrián Mahía (38.) 3:2 Javier Wanchope (89.) | CD Saprissa |
| 3. April 1997 in San José (Estadio Ricardo Saprissa Aymá) | | |             |
| Ergebnis: 3:2 (2:1)                                       | | |             |
| Zuschauer: 15.000                                         | | |             |
| Schiedsrichter: Gilberto Alcalá ( Mexiko)                 | | |             |

## Copa Interamericana 1998
Die 18. und letzte Ausspielung des Wettbewerbs fand im November und Dezember 1998 zwischen dem Sieger der Copa Libertadores 1998 Vasco da Gama aus Rio de Janeiro (Brasilien) und dem Sieger des CONCACAF Champions’ Cups 1998 D.C. United aus Washington, D.C. (USA) statt.

### Hinspiel
| D.C. United                                                                | D.C. United | CR Vasco da Gama | CR Vasco da Gama |
| -------------------------------------------------------------------------- | --- | --- | ---------------- |
| D.C. United                                                                | \| 14. November 1998 in Washington, D.C. (Robert F. Kennedy Memorial Stadium) \| \| Ergebnis: 0:1 (0:0) \| \| Zuschauer: 25.000 \| \| Schiedsrichter: ? \|                           | \| 14. November 1998 in Washington, D.C. (Robert F. Kennedy Memorial Stadium) \| \| Ergebnis: 0:1 (0:0) \| \| Zuschauer: 25.000 \| \| Schiedsrichter: ? \| | CR Vasco da Gama |
| D.C. United                                                                | Tom Presthus – Eddie Pope, Carlos Llamosa, Jeff Agoos, Tony Sanneh – John Harkes, Richie Williams, Ben Olsen, Marco Etcheverry – Jaime Moreno, Roy Lassiter Cheftrainer: Bruce Arena | Carlos Germano – Flavinho, Odvan, Henrique, Luisinho – Nasa, Felipe, Donizete, Gian – Guilherme, Luizão Cheftrainer: Antônio Lopes                         | CR Vasco da Gama |
| D.C. United                                                                | 0:1 Felipe (69.) | | CR Vasco da Gama |
| 14. November 1998 in Washington, D.C. (Robert F. Kennedy Memorial Stadium) | | |                  |
| Ergebnis: 0:1 (0:0)                                                        | | |                  |
| Zuschauer: 25.000                                                          | | |                  |
| Schiedsrichter: ?                                                          | | |                  |

### Rückspiel
| CR Vasco da Gama                                       | CR Vasco da Gama | D.C. United | D.C. United |
| ------------------------------------------------------ | --- | --- | ----------- |
| CR Vasco da Gama                                       | \| 5. Dezember 1998 in Fort Lauderdale (Lockhart Stadium) \| \| Ergebnis: 0:2 (0:1) \| \| Zuschauer: 7.300 \| \| Schiedsrichter: Carlos Batres ( Guatemala) \|                    | \| 5. Dezember 1998 in Fort Lauderdale (Lockhart Stadium) \| \| Ergebnis: 0:2 (0:1) \| \| Zuschauer: 7.300 \| \| Schiedsrichter: Carlos Batres ( Guatemala) \|                                           | D.C. United |
| CR Vasco da Gama                                       | Carlos Germano – Flavinho (80. Maurício), Odvan, Mauro Galvão, Luisinho – Nasa, Felipe, Donizete, Juninho (46. Vitor) – Vagner, Luizão (46. Guilherme) Cheftrainer: Antônio Lopes | Scott Garlick – Eddie Pope, Carlos Llamosa, Jeff Agoos, Tony Sanneh – John Harkes, Richie Williams, Ben Olsen, Marco Etcheverry – Jaime Moreno, Roy Lassiter (88. Geoff Aunger) Cheftrainer: Bruce Arena | D.C. United |
| CR Vasco da Gama                                       | 0:1 Tony Sanneh (34.) 0:2 Eddie Pope (77.) | | D.C. United |
| CR Vasco da Gama                                       | Luizão (7.), Nasa (70.) | Marco Etcheverry (15.), Ben Olsen (59.), Richie Williams (62.) | D.C. United |
| 5. Dezember 1998 in Fort Lauderdale (Lockhart Stadium) | | |             |
| Ergebnis: 0:2 (0:1)                                    | | |             |
| Zuschauer: 7.300                                       | | |             |
| Schiedsrichter: Carlos Batres ( Guatemala)             | | |             |